# Edward Daniel Clarke
Edward Daniel Clarke (5 de junio de 1769 – 9 de marzo de 1822), fue un naturalista, arqueólogo, mineralólogo, y explorador inglés

## Biografía
Oriundo de Willingdon, Sussex, fue primero educado en Tonbridge.
En 1786 obtuvo el cargo de secretario de iglesia de Jesus College, Cambridge, pero la pérdida de su padre en ese momento lo involucró en dificultades. En 1790 recibió su grado, y poco después se convirtió en tutor privado de Henry Tufton, sobrino del duque de Dorset. En 1792, obtuvo un compromiso contractual para viajar con Lord Berwick a través de Alemania, Suiza, Italia. Después de cruzar los Alpes, y visitar una parte de las principales ciudades italianas, incluyendo a Roma, fue a Nápoles, donde permaneció casi dos años.
Habiendo regresado a Inglaterra en el verano de 1794, se convirtió en tutor de varias familias distinguidas. En 1799, salió con Mr. Cripps en una gira por el continente europeo, a partir de Noruega y Suecia, y luego a Rusia y Crimea, Constantinopla, Rodas, y más tarde a Egipto y Palestina. Luego de la capitulación de Alexandría, Clarke fue de gran utilidad en la obtención por Inglaterra, de estatuas, sarcófagos, cartas, manuscritos, etc, que habían sido recogidos por sabios franceses.
Grecia fue su siguiente país visitado. Desde Atenas los viajeros fueron por tierra a Constantinopla, y después de una corta estancia en esa ciudad, se dirigieron a casa, a través de Rumelia, Austria, Alemania y Francia. Clarke, que había obtenido ya considerable reputación, fijó su residencia en Cambridge. Recibió el grado de LL.D. poco después de su regreso en 1803, a causa de las valiosas donaciones, incluyendo una estatua colosal eleusiana de Ceres, que había hecho a la universidad.
También fue presentado a la vida universitaria de Harlton, cerca de Cambridge, en 1805, a la que, cuatro años más tarde, su suegro lo agregó al de Yeldham. Hacia el final de 1808 el Dr. Clarke fue nombrado para el profesorado de mineralogía en Cambridge, por primera vez instituido. Fue perseverante como viajero, y muy recompensado. Los manuscritos, que había reunido en el curso de sus viajes, se vendieron a la Biblioteca Bodleiana en £ 1000; y por la publicación de sus viajes obtuvo un beneficio neto de £ 6.595.
Además de conferencias sobre mineralogía, y el desempeño de sus deberes clericales, el Dr. Clarke ansiosamente persiguió estudios de química, e hizo varios descubrimientos, principalmente por medio de gases emitidos por blow-pipe, que había llevado a un alto grado de perfección.
Murió en Londres el 9 de marzo de 1822.

## Reconocimientos
- Nombrado bibliotecario de la universidad, 1817
- Cofundador de la Cambridge Philosophical Society, 1819

## Eponimia
- (Gesneriaceae) Chirita clarkei Hook.f.[2]

## Algunas publicaciones
- Le Rêveur; or, the Waking Visions of an Absent Man., 1796-1797
- Testimony of Authors respecting the Colossal Statue of Ceres in the Public Library, Cambridge. 8.º, 1801-1803
- The Tomb of Alexander, a Dissertation on the Sarcophagus brought from Alexandria, and now in the British Museum. 4.º, 1805
- A Methodical Distribution of the Mineral Kingdom. fol., Lewes, 1807
- A Description of the Greek Marbles brought from the Shores of the Euxine, Archipelago and Mediterranean, and deposited in the University Library, Cambridge. 8.º, 1809
- Travels in various Countries of Europe, Asia and Africa. 4.º, 1810-1819; 2.ª ed. 1811-1823
- The Gas Blowpipe or Art of Fusion., 1819